# Crespell (Mallorca)

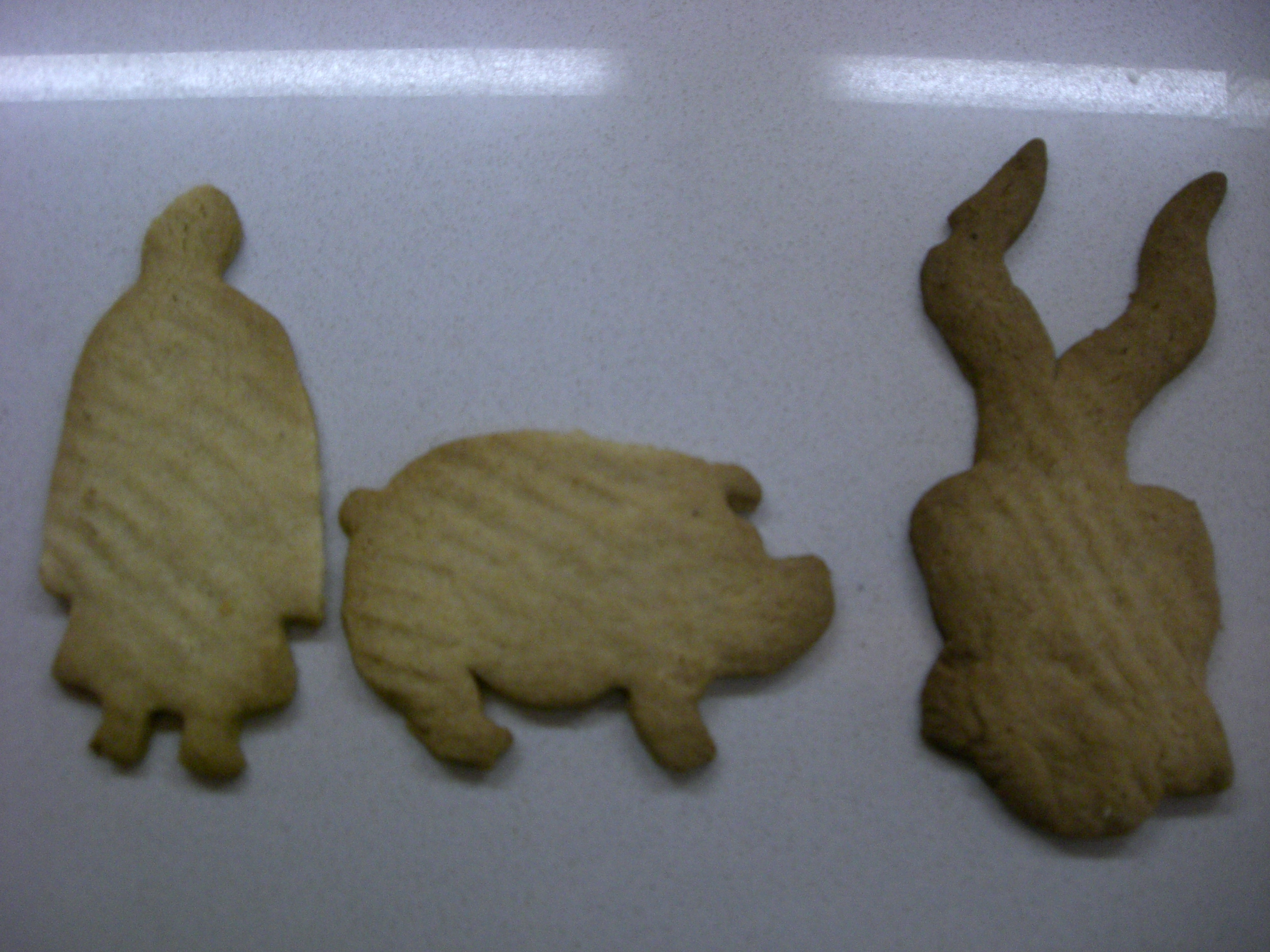
Versió manacorina: els senyorets, aquests amb motius de la festa de Sant Antoni.

Els crespells de Mallorca són unes pastes dolces d'un centímetre de gruix aproximadament que abans es menjaven tradicionalment per Pasqua. La forma és variada depenent del motlle, però abunden figures d'estrelles, cors, peixos o d'altres figures animals. Es diu que són d'origen jueu i que la seva forma més típica, de flor de sis pètals, en realitat seria l'estrella típica judeo-musulmana formada per dos triangles superposats. Els crespells mallorquins es fan amb farina, saïm, oli d'oliva, rovells d'ou, sucre, pela de llimona ratllada i aigua, tot i que de vegades poden portar suc de taronja o llet. Els ingredients es pasten, se li dona la forma i es couen a forn mitjà breument. A Manacor i en altres pobles del Llevant, n'existeix una variant més prima anomenada Senyorets, a causa de la forma humana que presenten alguns dels seus motlles. Originalment, es feien el 3 de febrer, Sant Blai, però ara ja es fan en qualsevol època de l'any. Al municipi d'Inca s'anomenen estrelletes.